# Florian Scheck
Florian A. Scheck (* 20. November 1936 in Berlin; † 1. April 2024 in Mainz) war ein deutscher Physiker.

## Leben und Wirken
Florian Scheck wurde als Sohn des Flötisten Gustav Scheck und der Ernestine Scheck, geb. Nitschke, geboren. Die Schule schloss er mit dem französischen Baccalauréat und dem deutschen Abitur ab. Er studierte ab 1956 Physik an der Universität Freiburg, wo er 1962 sein Diplom erwarb und 1964 in theoretischer Physik zum Dr. rer. nat. promoviert wurde. Anschließend war er bis 1966 Gastwissenschaftler am Weizmann-Institut für Wissenschaften in Rechovot, Israel, und 1967 bis 1968 wissenschaftlicher Assistent an der Universität Heidelberg, wo er 1968 habilitierte. Nach einem zweijährigen Aufenthalt am CERN in Genf und der Umhabilitierung an der ETH Zürich war er 1970 bis 1976 Leiter der Theoriegruppe am Schweizerischen Institut für Nuklearforschung (später im Paul Scherrer Institut aufgegangen) und Dozent an der ETH Zürich (1975 Titularprofessor). Von 1976 bis zu seiner Emeritierung 2005 war er ordentlicher Professor für theoretische Physik an der Johannes Gutenberg-Universität Mainz.
Schecks Arbeitsgebiet war die theoretische Elementarteilchenphysik. Insbesondere beschäftigte er sich mit Eichtheorie, elektroschwacher Wechselwirkung, der Bestimmung der Elemente der CKM-Matrix, dem nichtrelativistischen Quarkmodell, schwachen und elektromagnetischen Wechselwirkungen der Leptonen, elektromagnetischen Korrekturen zu Prozessen der starken und schwachen Wechselwirkung, Myonenphysik, Neutrinomasse und -mischung.
Scheck war Mitglied der Deutschen Physikalischen Gesellschaft (DPG). Er war verheiratet und hatte insgesamt, auch aus vorangegangenen Ehen, acht Kinder.
Anfang April 2024 starb Florian Scheck im Alter von 87 Jahren in Mainz.

## Werke
- Die Polarisierbarkeit des Leuchtprotons im 209Bi-Mesonenatom. Diplomarbeit, Universität Freiburg, 1962
- Studium der Dipol-Riesenresonanzen in schweren deformierten Gerade-Gerade Kernen mit Hilfe hochenergetischer Elektronen. Dissertation, Freiburg i. B. 1964
- Einfache Modelle für totale Wirkungsquerschnitte stark wechselwirkender Teilchen bei hohen Energien. Habilitationsschrift, Heidelberg 1968
- Leptons, Hadrons and Nuclei. North-Holland Publishing, Amsterdam [u. a.] 1983, ISBN 0-444-86719-8; überarbeitete Auflage unter dem Titel Electroweak and Strong Interactions. An Introduction to Theoretical Particle Physics. 2. Auflage, Springer Verlag, Berlin [u. a.] 1996, ISBN 3-540-60192-9; Electroweak and Strong Interactions. Phenomenology, Concepts, Models. 3. Auflage, Springer, Berlin [u. a.] 2012, ISBN 978-3-642-20240-7
- Reihe Theoretische Physik. Springer, Berlin [u. a.] 1988ff.
  - 1: Mechanik. Von den Newtonschen Gesetzen zum deterministischen Chaos. 1988, ISBN 3-540-18907-6; 8. Auflage, 2007, ISBN 978-3-540-71377-7; englisch als: Mechanics: From Newton’s Laws to Deterministic Chaos. 1990, ISBN 3-540-52715-X; 6. Auflage, 2018, ISBN 978-3-662-55488-3
  - 2: Nichtrelativistische Quantentheorie. Vom Wasserstoffatom zu den Vielteilchensystemen. 2000, ISBN 3-540-65936-6; 2. Auflage, 2006, ISBN 978-3-540-23144-8
  - 3: Klassische Feldtheorie. Von Elektrodynamik, nicht-Abelschen Eichtheorien und Gravitation. 2004, ISBN 3-540-42276-5; 4. Auflage, 2017, ISBN 978-3-662-53638-4; englisch als: Classical Field Theory. On Electrodynamics, Non-Abelian Gauge Theories, and Gravitation. 2012, ISBN 978-3-642-27984-3; 2. Auflage, 2018, ISBN 978-3-662-55577-4
  - 4: Quantisierte Felder. Von den Symmetrien zur Quantenelektrodynamik. 2001, ISBN 3-540-42153-X; 2. Auflage, 2007, ISBN 978-3-540-71340-1
  - 5: Statistische Theorie der Wärme. 2008, ISBN 978-3-540-79823-1; englisch als: Statistical Theory of Heat. 2016, ISBN 978-3-319-40049-5
- als Herausgeber mit Sorin Ciulli und Walter Thirring: Rigorous Methods in Particle Physics (= Springer Tracts in Modern Physics, Band 119). Springer, Berlin [u. a.] 1990, ISBN 3-540-52902-0
- als Herausgeber mit Wend Werner und Harald Upmeier: Noncommutative Geometry and the Standard Model of Elementary Particle Physics (= Lecture notes in physics, Band 596). Springer, Berlin [u. a.] 2002, ISBN 3-540-44071-2
- Theory of Renormalization and Regularization. Conference held at Hesselberg Academy, Hesselberg, Franken (Bavaria), 24 February 2002 – 1 March 2002 (nur online)
- Quantum Physics. Springer, Berlin [u. a.] 2007, ISBN 978-3-540-25645-8; 2. Auflage, 2013, ISBN 978-3-642-34562-3